# Graphomya idessa
Graphomya idessa är en tvåvingeart som först beskrevs av Walker 1849.  Graphomya idessa ingår i släktet Graphomya och familjen husflugor. Inga underarter finns listade i Catalogue of Life.